# Comuna Maiske, Sînelnîkove
Maiske (în ucraineană Майське) este o comună în raionul Sînelnîkove, regiunea Dnipropetrovsk, Ucraina, formată din satele Kozaciîi Hai, Maiske (reședința), Nove, Novomîkolaiivka, Okteabrske și Romanivka.

## Demografie
Componența lingvistică a satului Maiske
     Ucraineană (86,47%)
     Rusă (11,81%)
     Alte limbi (0,35%)
Conform recensământului din 2001, majoritatea populației satului Maiske era vorbitoare de ucraineană (86,47%), existând în minoritate și vorbitori de rusă (11,81%).